# Inga Gentzel
Inga Kristina Gentzel, född 24 april 1908 i Vasastan i Stockholm, död 1 januari 1991 i Nyköping, var en svensk friidrottare och sångerska. 
Gentzel var en av Sveriges tidiga kvinnliga friidrottsstjärnor. Hennes största meriter var andra plats i 1000-meterstävlingen vid de andra Kvinnliga Internationella Idrottsspelen 1926 i Göteborg, bronsmedaljen på 800 meter löpning vid olympiska sommarspelen 1928 i Amsterdam, Nederländerna samt världsrekordet på samma distans (2.20,4). Hon satte världsrekordet i Stockholm den 16 juni 1928 och det stod sig till den 1 juli samma år . Det var första gången en svensk kvinna satte ett världsrekord i friidrott. Hon blev även svensk mästare på 800 meter fem gånger och en gång på 200 meter. Hon utsågs år 1955 retroaktivt till Stor Grabb/Tjej nummer 177. 
Gentzel var medlem av sånggruppen Trio Rita tillsammans med systern Ulla Castegren och Anna-Lisa Cronström. Hon förekom flitigt i Sven Jerrings underhållningsprogram i Radiotjänst (Sveriges Radio). Hon var även pianolärare i Nyköping.
Gentzel var dotter till Carl Gentzel och brorsdotter till Ludde Gentzel samt gift med Nilsfolke Dahlgren.

## Bilder

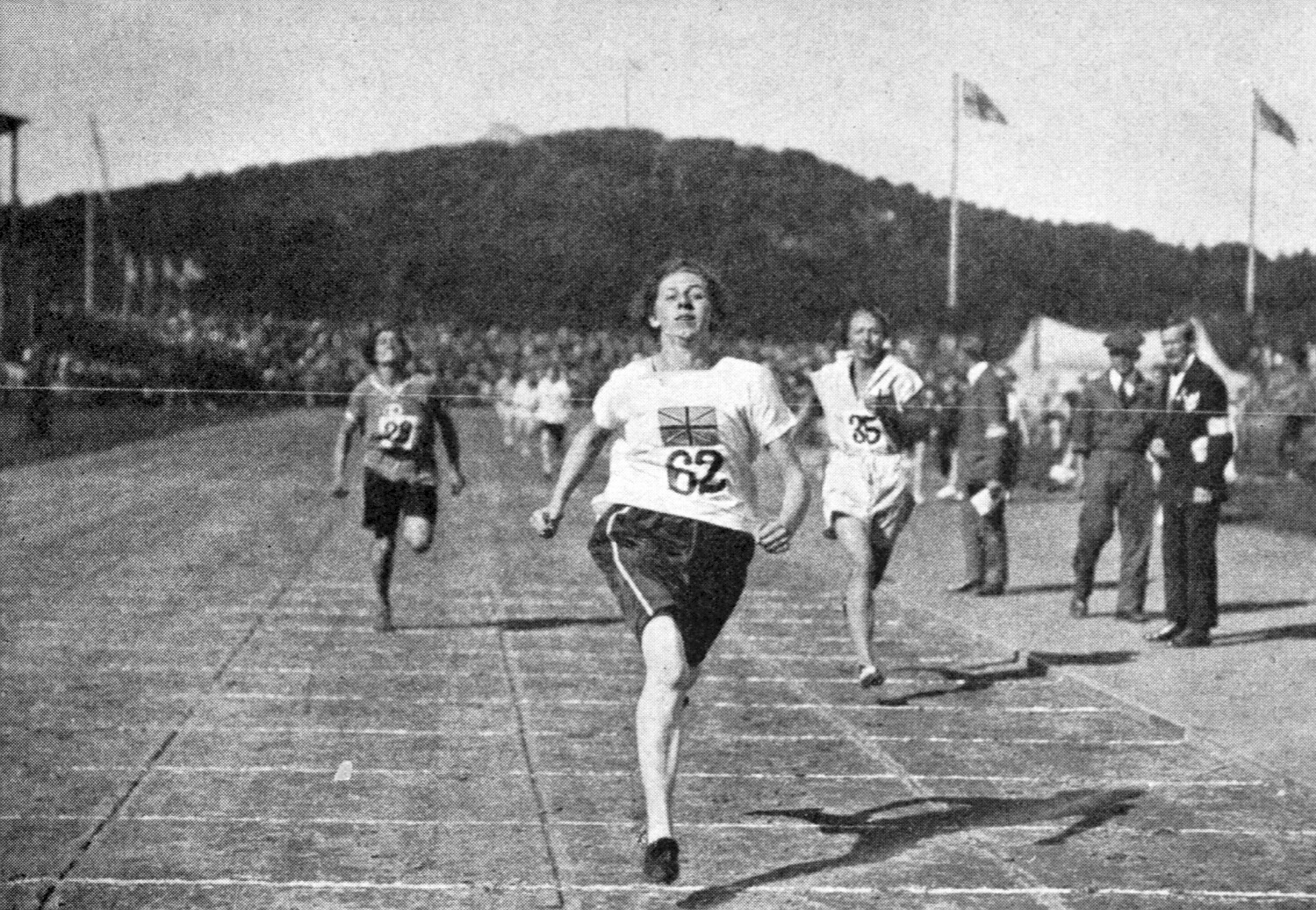
Internationella kvinnospelen 1926: vinnare av 1000 meter löpning Edith Trickey. På andra plats: Inga Gentzel (nr 35).